# Coppa Italia di Serie A2 2002-2003 (pallavolo maschile)
La Coppa Italia di Serie A2 di pallavolo maschile 2002-2003 si è svolta dal 5 marzo al 13 aprile 2003: al torneo hanno partecipato 8 squadre di club italiane e la vittoria finale è andata per la prima volta al Callipo Sport.

## Regolamento
Le squadre hanno disputato quarti di finale, semifinali e finale.

## Torneo

### Tabellone
|  | Quarti di finale | Quarti di finale | Quarti di finale |         |                  | Semifinali | Semifinali | Semifinali |  |  | Finali | Finali  | Finali |
|  |                  |                  |                  |         |                  |            |            |            |  |  |        |         |        |
|  | 1                | Cagliari         | 1                |         |                  |            |            |            |  |  |        |         |        |
|  | 8                | Lamezia          | 3                |         |                  |            |            |            |  |  |        |         |        |
|  | 8                | Lamezia          | 3                |         | 8                | Lamezia    | 3          |            |  |  |        |         |        |
|  |                  |                  |                  |         | 8                | Lamezia    | 3          |            |  |  |        |         |        |
|  |                  | 4                | Lupi Santa Croce | 0       |                  |            |            |            |  |  |        |         |        |
|  | 4                | 4                | Lupi Santa Croce | 0       | Lupi Santa Croce | 3          |            |            |  |  |        |         |        |
|  | 4                |                  |                  |         | Lupi Santa Croce | 3          |            |            |  |  |        |         |        |
|  | 5                | Grottazzolina    | 0                |         |                  |            |            |            |  |  |        |         |        |
|  |                  |                  |                  |         |                  |            |            |            |  |  | 8      | Lamezia | 2      |
|  |                  |                  | 2                | Callipo | 3                |            |            |            |  |  |        |         |        |
|  | 2                | Callipo          | 3                |         |                  |            |            |            |  |  |        |         |        |
|  | 7                | Forlì            | 2                |         |                  |            |            |            |  |  |        |         |        |
|  | 7                | Forlì            | 2                |         | 2                | Callipo    | 3          |            |  |  |        |         |        |
|  |                  |                  |                  |         | 2                | Callipo    | 3          |            |  |  |        |         |        |
|  |                  | 3                | Capurso Gioia    | 2       |                  |            |            |            |  |  |        |         |        |
|  | 3                | 3                | Capurso Gioia    | 2       | Capurso Gioia    | 3          |            |            |  |  |        |         |        |
|  | 3                |                  |                  |         | Capurso Gioia    | 3          |            |            |  |  |        |         |        |
|  | 6                | Adriavolley      | 2                |         |                  |            |            |            |  |  |        |         |        |

### Risultati

#### Quarti di finale
| 5 marzo 2003 - ore 20:30 PalaRockefeller, Cagliari                  | Cagliari         | 1 - 3 | Lamezia       | 29-31, 25-16, 22-25, 23-25        |
| 5 marzo 2003 - ore 20:30 Palazzetto dello Sport, San Miniato        | Lupi Santa Croce | 3 - 0 | Grottazzolina | 25-23, 25-14, 25-20               |
| 5 marzo 2003 - ore 20:30 PalaValentia, Vibo Valentia                | Callipo          | 3 - 2 | Forlì         | 22-25, 25-21, 19-25, 25-19, 15-9  |
| 5 marzo 2003 - ore 20:30 Palasport Gioia del Colle, Gioia del Colle | Capurso Gioia    | 3 - 2 | Adriavolley   | 25-19, 25-21, 20-25, 18-25, 15-12 |

#### Semifinali
| 12 aprile 2003 - ore 17:30 Palasport Gioia del Colle, Gioia del Colle | Lamezia | 3 - 0 | Lupi Santa Croce | 25-21, 25-22, 25-23               |
| 12 aprile 2003 - ore 20:30 PalaValentia, Vibo Valentia                | Callipo | 3 - 2 | Capurso Gioia    | 21-25, 25-23, 25-20, 14-25, 15-10 |

#### Finale
| 13 aprile 2003 - ore 20:30 Palasport Gioia del Colle, Gioia del Colle | Lamezia | 2 - 3 | Callipo | 25-21, 18-25, 26-28, 26-24, 9-15 |